# Daniel Welzer-Lang
Pour les articles homonymes, voir Welzer et Lang.
Daniel Welzer-Lang, né en 1953, est un sociologue français, spécialiste de l'identité masculine. En 2018, il devient professeur émérite à l’age de 65 ans.

## Biographie
Né dans une famille juive ashkénaze d'Épinal, dans les Vosges, il est d’abord éducateur spécialisé de rue à Paris, puis dans la Drôme (de 1973 à 1986). Il participe alors au comité de rédaction de la revue Champs social. 
Titulaire d'un doctorat de sociologie, de sciences sociales et d'une habilitation à diriger des recherches, Daniel Welzer-Lang est professeur de sociologie et d'études du genre, à l'Institut de sciences sociales Raymond-Ledrut (département de sociologie à l'université Toulouse-Jean-Jaurès). Il est également membre du Centre d'études des rationalités et des savoirs de l'université Toulouse-Jean-Jaurès depuis 2003. 
Ses travaux reprennent les avancées des théories féministes sur le patriarcat, l'oppression des femmes, la domination masculine. Il emploie souvent la méthode de l'observation participante pour ses enquêtes sociologiques, observation participante qu'il demande aux doctorantes sous sa responsabilité, en les envoyant par exemple dans des clubs échangistes. Ses travaux ont la spécificité d'être centrés sur les hommes et le masculin. Il est cofondateur en 2010 du « réseau international des recherches sur les hommes et les masculinités », dont le secrétariat est assuré par l'Équipe « Masculinités et société (Centre de recherche interdisciplinaire sur la violence familiale et la violence faite aux femmes – CRI-VIFF, Québec).[réf. nécessaire]
En 2011 il crée un master professionnel centré sur les questions de migration, de genre et de solidarité (master MISS). En 2011, il crée aussi l'université populaire du Mirail qui crée des liens entre l'université Toulouse-Jean-Jaurès et les quartiers populaires qui l’entourent[réf. nécessaire]. Il est directeur du département sociologie/ethnologie de l'université Toulouse-Jean-Jaurès de décembre 2012 à juillet 2015. En septembre 2016 il crée le master d'Éducation à la sexualité humaine.
Il est devenu professeur émérite en 2018 après son départ à la retraite.

### Ouvrages
Il publie des ouvrages traitant de la question du masculin et des genres, de l'homophobie et également des violences masculines, des sexualités (échangisme, libertinage, bisexualité), des identités de genre, du travail du sexe… Il parle notamment du paradigme asymétrique pour expliquer comment hommes et femmes ne parlent pas le même langage ni ne voient la même réalité sociale. 

### Polémiques autour du harcèlement sexuel
Daniel Welzer-Lang est maître de conférences à l'Université de Toulouse-Le Mirail depuis 1995. En juillet 2003, il est suspendu de l'équipe doctorale Simone Sagesse, dans l'attente d'explications sur ses pratiques déontologiques, après plusieurs dénonciations en interne provenant d'étudiantes. Il choisit d'en démissionner en septembre 2003. En 2004, alors qu'il est pressenti pour obtenir un poste de professeur de sociologie en études de genre, il est contesté pour des pratiques qualifiées de « déontologiquement inacceptables » par l'Association européenne contre les violences faites aux femmes au travail (AVFT)[source insuffisante],  et pour « harcèlement sexuel et moral, abus d'autorité et d'atteinte à la dignité des personnes… » par l'Association nationale des études féministes (ANEF),[source insuffisante].
En janvier et juillet 2005, Daniel Welzer Lang dépose plainte pour diffamation à l’encontre de deux responsables de  l’AVFT et de plusieurs professeures chercheuses membres de l'Association nationale des études féministes (ANEF), à la suite de la publication d’un texte intitulé « Chantage et abus de pouvoir dans les universités ». Le tribunal correctionnel de Toulouse rend le 30 mai 2007 sa décision. Il relaxe deux des personnes poursuivies, membres de l'Association européenne contre les violences faites aux femmes au travail (AVFT) pour bonne foi, et les six membres de l'Anef, pour nullité de procédure. Daniel Welzer Lang s'explique de sa méthode dans son livre La Planète échangiste[réf. nécessaire].
En juin 2017, des associations et des enseignants-chercheurs se mobilisent pour que Daniel Welzer-Lang n'accède pas à l'éméritat, et le Collectif de lutte contre le harcèlement sexuel dans l’enseignement supérieur (CLASHES) lance une pétition qui recueille la signature de plus de 1000 personnes. 
Le statut de professeur émérite lui est accordé en 2018.

### Études sur le genre
Il codirige l’axe « genre, migration, marginalités » du LISST-CERS (UMR CNRS 5193), centrant une partie de ses  travaux sur la consubstantialité des rapports sociaux de sexe, de genre, de classe et de « Race ».
Ses travaux de recherche continuent à déconstruire le masculin en interrogeant les « résistances masculines aux changements », mais aussi la transgression de catégories d’assignations genrées créées par l’ordre viril, au franchissement des frontières de genre (comme les travestis brésiliens qu’il étudie dans le cadre d’un accord international de recherche France/Brésil, les hommes violents et les hommes battus  et les nouveaux arrangements de genre produits par les nouvelles formes de libertinage actuel. Il s’intéresse ainsi aujourd’hui aux sites et chats de rencontres dans lesquels il voit un dispositif technique utilisé par des hommes et des femmes pour subvertir la domination masculine, dépasser l’hétéronormativité et l’assignation au modèle du couple exclusif et viriarcal.
En 2009-2010, il enseigne toujours les rapports sociaux de sexe et de genre à l’université Toulouse-Jean-Jaurès et dirige plusieurs thèses en particulier sur l’analyse critique de la construction du genre dans une perspective non hétéronormative. Cette université se distingue par le fait que plusieurs groupes s’intéressent au genre, genre vu du côté des femmes (ce qui est classique dans les études féministes), et du côté des hommes et des transgenres (travestis, transidentitaires…). Daniel Welzer-Lang donne aussi régulièrement des cours dans les deux diplômes toulousains de sexologie. Avec Chantal Zaouche (professeure de psychologie, spécialiste de la psychologie du développement), il coordonne depuis 2005 un séminaire pluridisciplinaire des écoles doctorales de l’université Toulouse Le-Mirail sur « les hommes et la masculinité ».[réf. nécessaire]
Depuis 2010, il travaille avec une prostituée sur l'analyse d'un pan particulier du travail du sexe. Une publication "avec Albertine, La Putain et le sociologue." a eu lieu en 2014.

### Les nouvelles hétérosexualités
En 2018, il publie Les nouvelles hétérosexualités. Hétéroqueers, candaulisme, polyamour, libertinage, exhibe, asexualité, pansexualité, hétéronorme, BDSM, non-genre, bi-genre, cis-genre, bisexualités, travestis, aromantisme. où, à travers l'observation des sites de rencontres et la participation aux café sexo ou café polyamoureux, il explicite comment les personnes désignées comme hétérosexuelles déconstruisent les catégories hétéronormatives au profit de la valorisation d'un genre fluide et de relations (qu'il nomme "dispositions sexuelles") qui essaie de dépasser l'assignation au deux, au couple. 
Le livre est publié dans une nouvelle collection créée chez ÉRES avec Régean Tremblay.

### Recherches citoyennes
En dehors de ses travaux sur le genre, il a animé plusieurs études qu’il qualifie de « citoyennes », au sens où elles allient des chercheurs académiques et des mouvements citoyens[Quoi ?]. 
En grande partie avec la Ligue des droits de l’Homme, il a successivement dirigé une étude sur les comparutions immédiates (2012), l’accueil des étrangers à la préfecture de Toulouse (2017) et, en 2018, il participe à la coordination des Etats Généraux des Migrations.

## Théâtre
En dehors des écrits académiques, en hommage à Grisélidis Réal, il a aussi écrit une pièce de théâtre en 2007 « Clients, ethnographie des clients et clients de sexe » qu’il est en train de mettre en espace avec des artistes d’art contemporain.[Quand ?]

## Publications

### En son nom
- Le viol au masculin, Paris, l'Harmattan, 1998
- Les hommes violents, 1991 ; Petite bibliothèque Payot, 2005.
- avec Jean-Paul Filiod, Les Hommes à la conquête de l'espace domestique, Montréal, Paris, Le Jour, VLB, 1993.
- avec Odette Barbosa et Lilian Mathieu, Prostitution : les uns, les unes et les autres, Métailié, 1994.
- avec Lilian Mathieu et Michaël Faure, Sexualités et violences en prison, ces abus qu'on dit sexuels en milieu carcéral, Observatoire international des prisons, Lyon, éditions Aléas, 1996.
- avec David Jackson, Violence et masculinité, Montpellier, éditions Scrupules, 1998.
- avec Jean-Yves Le Talec et Sylvie Tomolillo, Un mouvement gai dans la lutte contre le sida : les Sœurs de la Perpétuelle indulgence, L'Harmattan, 2000.
- Les hommes aussi changent, Payot, 2005. 
  - Traduit en italien en 2006 : Maschi E altri maschi, Gli uomini e la sessualità, Torino (Italie), Giulio Einaudi editore.
- Arrête ! Tu me fais mal ! : la violence domestique, Petite bibliothèque Payot, 2005. 
  - Traduit en espagnol en 2007 : La violencia domestica a traves de 60 preguntas y 59 respuestas, Madrid, El libro de bolsillo, Alianza Editorial.
- La planète échangiste : les sexualités collectives en France, Paris, Éd. Payot & Rivages, 2005.  (ISBN 2-228-89976-3)
- Utopies conjugales, Payot, 2007.
- Nous, les mecs : essai sur le trouble actuel des hommes, Paris, Payot, 2009.
- Propos sur le sexe, Paris, Payot, 2014.
- avec Albertine, La putain et le sociologue, La Musardine, 2014.
- Les nouvelles hétérosexualités : hétéroqueers, candaulisme, polyamour, libertinage, exhibe, asexualité, pansexualité, hétéronorme, BDSM, non-genre, bi-genre, cis-genre, bisexualités, travestis, aromantisme, Toulouse, Érès, coll. « Sexualités et sociétés », 2018.

### Codirection d'ouvrages
- avec Jean-Paul Filiod, Des hommes et du masculin, Presses Universitaires de Lyon, CREA/Bief, 1992.
- avec Pierre Dutey et Michel Dorais, La Peur de l'autre en soi, du sexisme à l'homophobie, VLB, Montréal, 1994.
- avec Laurette Wittner, Les Faits du logis : épistémologie et socio-analyse de la condition de l'opérateur, Lyon, éditions Aléas, 1996
- Entre commerce du sexe et utopies : l'échangisme, Actes du premier séminaire européen sur l'échangisme, Toulouse, Mars 1998, université Toulouse-Le Mirail, département de Sociologie (Université de Barcelone), département d'Anthropologie sociale et Philosophie, Universitat Rovira i Virgili (Tarragone), 1998
- avec Martine Schutz Sanson, Prostitution et santé communautaire, essai critique sur la parité, Lyon, éditions Le Dragon Lune,  1999
- Nouvelles approches des hommes et du masculin, Presses Universitaires du Mirail Toulouse, 2000.
- avec Gérard Ignasse, Genres et sexualités, L'Harmattan, 2003.
- avec Yannick Le Quentrec, Martine Corbière, Anastasia Meidani, Les hommes : entre résistances et changements, Lyon, éditions Aléas, 2005
- avec Yannick Le Quentrec, Martine Corbière, Anastasia Meidani, Sophie Piorro,  Les hommes en changements, Actes du séminaire européen sur les résistances masculines aux changements (Toulouse, les 20-21 février 2004), Université Toulouse Le-Mirail, Département de sociologie, 2005
- membre du comité scientifique du Dictionnaire de la pornographie (Philippe Di Folco, dir.), PUF, 2005
- (Avec Chantal Zaouche-Gaudron), MasculinitéS : état des lieux, Toulouse, Eres, 2011
- Avec Patrick Castex, et au nom de la Ligue des droits de l'Homme (Toulouse)  : "Comparutions immédiates : quelle Justice ? Regards citoyens sur une justice du quotidien", Eres, 2012.
- « Les principes républicains bafoués par la  préfecture de Toulouse, Une maltraitance institutionnalisée, Rapport de l’Observatoire de l’accueil des étranger-e-s à la préfecture de Toulouse, Toulouse, Université Toulouse-Jean-Jaurès (Le Mirail), Ligue des droits de l’Homme, Lisst-Cers (Cnrs), 2017. https://hal.archives-ouvertes.fr/hal-01495488